# Флавий Агапит (консул 517 г.)
Флавий Агапит (на латински: Flavius Agapitus) е римски политик по времето на остготите в Италия при Теодорих Велики (493 – 526).

## Политическа кариера
Агапит е от Лигурия и е поканен на служба през 502/503 г. от Теодирх Велики. Става vir inlustris и градски префект на Рим (508 – 509). Номиниран e 509 и 511 г. за patricius. През 510 г. Теодорих го изпраща като водач на делегация при императора в Константинопол. През 517 г. Агапит е консул на Запад заедно със Сабиниан във Византия.
През 525 г. той пътува заедно с бившите консули Флавий Теодор, Флавий Инпортун и папа Йоан I до Равена да помолят Теодорих за по-мека политика към католическата църква и е изпратен с тези до Константинопол при Юстин I. След връщането им в Равена той и другите му придружители са хвърлени през май 526 г. в затвор. Няма сведения за него след това.